# Вивиан Уэст
Вивиан Уэст (англ. Vivian West, род. 17 февраля 1981, Денвер, Колорадо, США) — американская порноактриса, лауреатка премии NightMoves Award.

## Биография
Родилась 17 февраля 1981 в Колорадо, США. Дебютировала в порноиндустрии в 2005 году, в возрасте около 24 лет.
Снималась для таких студий, как Anarchy, Digital Sin, Elegant Angel, JM Productions, New Sensations, Sin City, Zero Tolerance, Wicked Pictures, VCA и других. Первая анальная сцена — в фильме Butt Blassted! 4 для VCA.
В 2006 году получила премию NightMoves Award в номинации «лучшая порноактриса-стриптизёрша» по версии редакции.
Ушла из индустрии в 2008 году, снявшись в 68 фильмах.

## Премии
- 2006 NightMoves Award — лучшая порноактриса-стриптизёрша (выбор редакции)[7]

## Избранная фильмография
- Addicted 2 [New Sensations] (2006)
- American Bukkake 31 [JM Productions] (2006)
- Anal Addicts 23 [Northstar Associates] (2006)
- Arch Attack [Pure Filth] (2008)
- Big Clits Big Lips 12 [Channel 69] (2005)
- Bitch 3 [Metro] (2006)

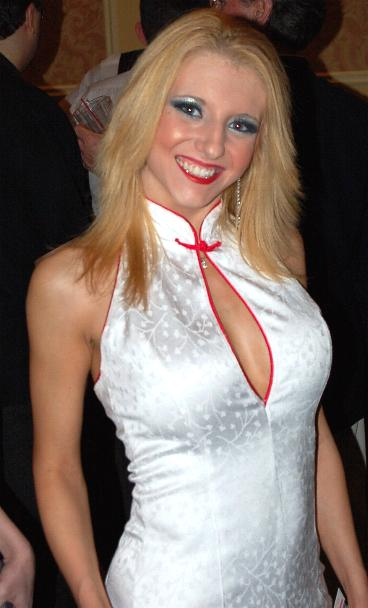
Вивиан Уэст на AVN Award, 2006 год

- Body Builders In Heat 18 [Channel 69] (2005)
- Busty Anal Cougars [K-Beech Video] (2010)
- Busty Solos 1 [Pure Play Media] (2007)
- Butt Thrusters 1 [Legend Video] (2008)
- Dial N For Nymphos [Chain Reaction] (2005)
- Face First [Digital Sin] (2006)
- Lewd Conduct 29 [Diabolic Video] (2006)
- Meat My Ass 8 [Northstar Associates] (2007)
- Missionary Impossible [Wicked Pictures] (2006)
- My Secret Life [Metro] (2006)
- Oops I Swallowed and I Can’t Stop [Anarchy] (2008)
- Screw My Wife Please 48 (She Won’t Say No) [Wildlife] (2005)
- Suck It Up [Elegant Angel] (2005)
- Throat Jobs 5 [Pure Play Media] (2008)